# Modigliani (película)
Modigliani es una película dramática estadounidense de 2004 dirigida y escrita por Mick Davis. La cinta se basa en la vida del pintor Amedeo Modigliani y estuvo protagonizada por los actores Andy García y Elsa Zylberstein. Aunque es una película biográfica, contiene una gran cantidad de elementos de ficción.

## Sinopsis
La película se sitúa en la segunda década de 1900 de Paris. Amedeo Modigliani, un artista talentoso y con alma de fuego, trata de encontrar las rutas para ganar su posición entre la crema de los artistas. El principal rival de Modigliani es Pablo Picasso, que también vivía en París en esa época.
Además de Modigliani y Picasso, muestra el París de los artistas del principio de 1900; por ejemplo, Maurice Utrillo, Chaim Soutine y Valhir Voorijaard, los amigos de Modigliani.[cita requerida]
Modigliani se enamora de Jeanne Hébuterne, que pronto queda embarazada. Sin embargo, los padres de Hébuterne no piensan que Modigliani sería un padre adecuado para el niño, porque es judío. Modigliani trata de obtener crédito para sus pinturas no solo por sí mismo, sino también por su hijo.

## Elenco
- Andy Garcia como Amedeo Modigliani[3]
- Elsa Zylberstein como Jeanne Hébuterne
- Omid Djalili como Pablo Picasso
- Eva Herzigova como Olga Khokhlova
- Udo Kier como Max Jacob
- Hippolyte Girardot como Maurice Utrillo
- Susie Amy como Beatrice Hastings
- Peter Capaldi como Jean Cocteau
- Louis Hilyer como Léopold Zborowski
- Stevan Rimkus como Chaïm Soutine
- Dan Astileanu como Diego Rivera
- George Ivascu como Moise Kisling
- Theodor Danetti como Pierre-Auguste Renoir

## Las personas detrás de los personajes
- Amedeo Modigliani - Pintor de origen italiano, que además de pintor, fue escultor. Modigliani se trasladó a París en 1906.[4]
- Jeanne Hébuterne - Artista nacida en París. Fue amante de Amedeo Modigliani y madre de sus dos niños (el niño más joven murió antes de su nacimiento cuando Jeanne se suicidó).
- Pablo Picasso - Un artista español, que es uno de los más conocidos pintores y escultores de todos los tiempos. Picasso vivió a principios de 1900 los largos períodos en Francia y finalmente se trasladó allí de forma permanente.
- Olga Khokhlova - Una bailarina de ballet rusa-ucraniana y la primera esposa de Pablo Picasso
- Maurice Utrillo - Un pintor parisino que era amigo y rival de Modigliani. La vida de Utrillo fue dominada por el alcohol y los problemas de salud mental. Pasaba los largos períodos en los hospitales y sanatorios mentales.
- Chaïm Soutine - Un pintor lituano, que era amigo y rival de Modigliani.
- Diego Rivera - Un pintor mexicano, principal exponente de la corriente del Muralismo Mexicano y esposo de Frida Kahlo.

## Citas de la película
- "When I know your soul, I will paint your eyes." - Amedeo Modigliani
- "Why do you hate me so much?" - Pablo Picasso
- "I love you Pablo. It's myself I hate." - Amedeo Modigliani
- "You'll go home, Pablo. Live a full and rich life, but I swear to God, when the time comes when you lay there in your death beds the name Modigliani will not be far from your lips." - Jeanne Hébuterne
- "How does a blind man paint?" - Jeanne Hébuterne
- "Have you ever loved so deeply that you would condemn yourself to an eternity in hell?  I have." - Jeanne Hébuterne

## Críticas
Javier Ocaña del El País comentó: "Davis intenta ofrecer un plus de autoría propia que nunca funciona. (...) Cuando se centra simplemente en relatar las relaciones entre sus personajes, la película se asienta."
Desde el Diario ABC, Antonio Weinrichter puntuó con dos estrellas sobre cinco el film y dijo: "Sólo una vehículo para lucimiento de Andy García, (...)".